# Рудпуртски дукат
Рудпуртски дукат (лат. Aloeides dentatis, енгл. Roodepoort copper) је врста инсекта из реда лептира (Lepidoptera) и породице плаваца (Lycaenidae). 

## Распрострањење
Присутна је у следећим државама: Лесото и Јужноафричка Република.

## Станиште
Станиште врсте је травна вегетација. 

## Угроженост
Ова врста се сматра рањивом у погледу угрожености врсте од изумирања.